# Grotta del Calgeron
Grotta del Calgeron este o arie protejată (arie specială de conservare — SAC, sit de importanță comunitară — SCI) din Italia întinsă pe o suprafață de 0,92 ha, integral pe uscat.

## Localizare
Centrul sitului Grotta del Calgeron este situat la coordonatele 46°00′32″N 11°37′06″E / 46.009°N 11.61824°E.

## Înființare
Situl Grotta del Calgeron a fost declarat sit de importanță comunitară în iunie 1995 pentru a proteja 2 specii de animale. Situl a fost protejat și ca arie specială de conservare în martie 2014.

## Biodiversitate
Situată în ecoregiunea alpină, aria protejată conține 1 habitat natural: Peșteri inaccesibile publicului.
La baza desemnării sitului se află mai multe specii protejate de  mamifere (2): liliacul mare cu potcoavă (Rhinolophus ferrumequinum), liliacul mic cu potcoavă (Rhinolophus hipposideros)
Pe lângă speciile protejate, pe teritoriul sitului au mai fost identificate 1 specie de mamifere.